# Rauiella subfilamentosa
Rauiella subfilamentosa là một loài Rêu trong họ Thuidiaceae. Loài này được (Kiaer ex Besch.) Wijk & Margad. miêu tả khoa học đầu tiên năm 1962.